# 470-е годы до н. э.
470-е (четы́реста семидеся́тые) го́ды до на́шей э́ры по пролептическому юлианскому календарю — промежуток времени с 1 января 479 года до н. э. по 31 декабря 470 года до н. э., включающий с 479 по 471 годы 3-го десятилетия  и 470 год 4-го десятилетия V века 1-го тысячелетия до н. э. Им предшествовали 480-е годы до н. э., за ними следовали 460-е годы до н. э. Они закончились 2495 лет назад.

## Важнейшие события
- 480—438 — Династия Археанактидов в Пантикапее.
- Образование Боспорского государства. Первый межполисный союз на Боспоре возник на рубеже 40—30-х годов VI века до. н. э. В 479 году (но не в 480, как часто ошибочно указывается) до н. э. к власти в этом союзе пришли Археанактиды. Боспорское государство, как его принято понимать, возникло во второй половине 80-х годов IV века до н. э. с момента подчинения Левконом Феодосии, Синдики и Фанагории.
- 480 (ол. 70,1) — Ксеркс идёт походом на Грецию и гостит в Абдерах у отца Демокрита. Анаксагор приезжает в Афины.

### 479 год до н. э.
- 479 — Консулы Цезон Фабий Вибулан (3-й раз) и Тит Вергиний Трикост Рутил[1].
- 479 — Консул Ц.Фабий получил политическую поддержку плебеев. Изгнание аристократией рода Фабиев из Рима. Представители рода (во главе с Цезоном) строят крепость около Вейи (на берегах реки Кремеры).
- 479 — Извержение Этны.
- 479/8 — Афинский архонт—эпоним Ксантипп.
- Весна — Мардоний переходит в наступление в Греции и вновь сжигает Афины[2].
- 479 — Войско Мардония подходит к Истмийскому перешейку. Битва при Платеях. Войско греков под командованием спартанца Павсания (афинянами командовал Аристид) разбивает персов. Гибель Мардония.
- 9 сентября — разгром персидского войска в битве при Платеях. Очищение Греции от персов.
- 479 — Эллины направили свой флот к Делосу во главе с афинским стратегом Ксантиппом и царём Спарты Левтихидом. Флот плывёт на Самос. Победа греческого флота над персами в сражении у мыса Микале.
- 9 сентября — разгром персидского войска и флота в Ионии в битве при Микале. Освобождение Ионии от персидской власти.
- 479 — Захват спартанцами Павсания Византия. Спартанцы восстановили Византий. Спартанцы захватили большую часть Кипра.
- Зима — афиняне захватывают Сест. Постройка стен в Афинах.
- 479—478 — Строительство Длинных стен вокруг Афин и Пирея.
- 479-78 (?) — Пиндар. Истм.5 (Эгина) — Филакиду Эгинскому.
- 479-ок.450 — Правитель одрисов (Фракия) Терес. Подчинение ряда северных фракийских племён.
- 479 — Спартанцы захватили большую часть Кипра.
- 479 — Завершение периода Чуньцю (Вёсны и Зимы) в Китае.
- 479 (482) — Ксеркс вывозит статую Мардука из Вавилона и перестаёт короноваться царём Вавилона.
- 479 — 16-й год по эре правления луского князя Ай-гуна[3].

### 478 год до н. э.
- 478 (Т.Ливий. История… М.,1989-93, т.1, с.104-105) — Консулы Луций Эмилий Мамерк и Гай Сервилий Структ Агала. Консул-суффект (Опитер Вергиний?) Эсквилин. [Гордон?]
- Смерть тирана Сиракуз Гелона и приход к власти Гиерона I.
- 478 — Смерть Гелона. Брак Полизала, брата Гелона, на дочери Ферона.
- 478—466 — Тиран Сиракуз Гиерон I. Брат Гелона.
- 478/7 — Афинский архонт-эпоним Тимостен.
- Поход греков во главе с Павсанием на Кипр и Византий; взятие Византия; измена Павсания, его смещение с должности главнокомандующего.
- 478 — Спарта отзывает свои силы из общегреческого объединения. Войско Левтихида отплывает в Элладу. Афиняне приступают к осаде Сеста.
- Образование Афинского морского союза
- 478 — Учреждение греческими полисами Делосского союза (при активном участии Аристида и Кимона, сына Мильтиада).
- 478 — Пиндар. Истм.8 (Свадьба Фетиды) — Клеандру Эгинскому.

### 477 год до н. э.
- 477 (Т.Ливий. История… М.,1989-93, т.1, с.105-106) — Консулы Гай Гораций Пульвилл и Тит Менений Ланат.
- 477/6 (13.2.476) — Этруски взяли крепость и перебили весь род Фабиев, кроме Квинта. [Овидий. Фасты. II] (18.7 — по [Т.Ливий. VI.1.11: т.1,с.284])
- Ок.477 — Гиерон отбил у Регия Локры в Южной Италии.
- 477/6 — Афинский архонт-эпоним Адимант.
- 477 — Окончание устройства Пирейской гавани.
- Ок.477 — Под командованием Кимона союзники начинают военные действия против персидских гарнизонов на фракийском побережье Понта и на берегах Геллеспонта.

### 476 год до н. э.
- 476 (Т.Ливий. История… М.,1989-93, т.1, с.106-107) — Консулы Авл Вергиний Трикост Рутил и Спурий Сервилий Структ. Плебейские трибуны Квинт Консидий и Тит Генуций.
- 476 — Примирение между Фероном и Гиероном при посредничестве Симонида Кеосского.
- 476 — Олимпийские победы Гиерона в конном беге, Ферона — в колесничном беге, Агесидама. Пиндар, Ол.1 (Пелоп) — Гиерону Сиракузскому. Вакхилид 5 (олимпийская) (Мелеагр) — Гиерону Сиракузскому. Ол.2 (Острова Блаженных) — Ферону Акрагантскому. Ол.3 (Геракл Гиперборейский) — Ферону Акрагантскому. Ол.11 — Агесидаму из Локров Эпизефирских. Нем.1 (Геракл-младенец) — Хромию Этнейскому. Пиндар, Симонид, Вакхилид в Сиракузах.
- 470-е годы — Восстания против персов в городах Малой Азии. Иония обретает независимость.
- 470-е годы — Демократические перевороты в Фивах, Фокидах, Аргосе, Элиде.
- 470-е годы — Пиндар. Нем.4 (Эакиды) — Тимасарху Эгинскому.

### 475 год до н. э.
- 475 (Т.Ливий. История… М.,1989-93, т.1, с.107-108) — Консулы Публий Валерий Публикола и Гай Навтий Рутил. Плебейские трибуны Луций Цедиций и Тит Стаций.
- 475 (ок.474) — Гиерон выселил жителей городов Накса и Катаны вглубь Сицилии, а Катану заселил дорийскими поселенцами и переименовал в Этну.
- 475/4 — Афинский архонт-эпоним Дромоклид.
- 475 — Возвращение Пиндара в Фивы. Нем.3 (Ахилл) — Аристоклиду Эгинскому (к годовщине победы).
- 475 — Павсаний обвинён в измене, но оправдан (Спарта).

### 474 год до н. э.
- в Риме консулы Луций Фурий Медуллин и Авл Манлий Вольсон.
- образование Сицилийской державы во главе с Сиракузами.
- Гиерон I Сиракузский разбил флот этрусков в сражении при Кумах и основал крепость на острове Искья.
- архонт-эпоним Акесторид в Афинах.
- по повелению Дельфийского оракула останки Тесея перенесены в Афины.
- афинский стратег Кимон овладел островом Скирос.

### 473 год до н. э.
- 473 (Т.Ливий. История… М.,1989-93, т.1, с.108-110) — Консулы Луций Эмилий Мамерк и Вописк Юлий Юл. (по Т.Ливию вместо В. Ю. Ю. Опитер Вергиний). Плебейский трибун Гней Генуций.
- 473 — Тайное убийство трибуна Гнея Генуция накануне назначенного им суда над обоими консулами прошлого года (Фурием и Манлием).
- 473/2 — Афинский архонт-эпоним Менон.
- Ок.473 — Умер Ксенофан Колофонский.
- 473 — Царство У завоёвано государствами Юэ.
- Вторая половина 470-х годов — Власть в Афинах переходит к олигархической группировке во главе с Кимоном и вернувшимся из изгнания Аристидом.

### 472 год до н. э.
- 472 (Т.Ливий. История… М.,1989-93, т.1, с.110) — Консулы Луций Пинарий Мамерцин Руф и Луций Фурий Медуллин Фуз. (по Т.Ливию Публий Ф. М. Ф.) Плебейский трибун Волерон Публилий.
- 472 — Закон Волерона Публия об избрании плебейских трибунов в центурионских комициях.
- 472 — Армия Сиракуз разбила Фрасидея, тирана Акраганта. Гиерон объединил всю Сицилию.
- 472 — 77-е Олимпийские игры. Расширены до 5 дней.
- 472 — Олимпийская победа Эрготела Гимерского.
- 472 (или 468) — Ода Пиндара Ол.6 (Иам) — Агесию Сиракузскому (победитель на мулах).
- 472/1 — Афинский архонт-эпоним Харет.

### 471 год до н. э.
- 471 (Т.Ливий. История… М.,1989-93, т.1, с.110-113) — Консулы Аппий Клавдий Крассин Инрегилленсис Сабин (ум.450) и Тит Квинкций Капитолин Барбат. Плебейские трибуны Публилий Волерон (2-й раз) и *Леторий.
- 471 — Публиевские законы : голосование по куриям заменено голосованием по трибам (их 21).
- 471/0 — Афинский архонт-эпоним Праксиэрг.
- 471 — Остракизм Фемистокла. Фемистокл поселяется в Аргосе.